# Manuel Liniger
Manuel Liniger (* 10. September 1981 in Winterthur) ist ein ehemaliger Schweizer Handballnationalspieler.

## Karriere
Der 1,81 Meter grosse und 76 Kilogramm schwere Linksaussen begann seine Profikarriere 1999 bei Pfadi Winterthur. Mit Pfadi wurde er dreimal Schweizer Meister sowie je einmal Cupsieger und Supercupsieger. Im EHF Challenge Cup 2000/01 erreichte er den Final. 2005 wechselte er in die deutsche Handball-Bundesliga zum Wilhelmshavener HV. Nach zwei Spielzeiten kehrte er in die Nationalliga A zurück zu Kadetten Schaffhausen. Mit diesem Verein drang er bis in den Halbfinal des EHF-Europacups der Cupsieger 2007/08 und 2008/09 sowie in den Final des EHF-Cups 2009/10 vor. 2008/09 wurde er mit 83 Treffern Torschützenkönig des Wettbewerbs. Nachdem er 2010 erneut Schweizer Meister geworden war, schloss er sich dem EHF-Cup-Sieger TBV Lemgo an, mit dem er 2010/11 erneut in den Halbfinal kam. Ab der Saison 2012/13 spielte der Flügelspieler bei HBW Balingen-Weilstetten, mit dem er sportlich gesehen 2014 in die 2. Handball-Bundesliga abstieg. Daraufhin verliess er den HBW und kehrte zu den Kadetten Schaffhausen zurück, bei denen er einen Vierjahresvertrag unterschrieb. Nach der Saison 2017/18 beendete er seine Karriere.
Mit der Schweizer Nationalmannschaft nahm Manuel Liniger an der Europameisterschaft 2004 teil und erreichte den zwölften Platz. Er bestritt 214 Länderspiele, in denen er 902 Tore erzielte. Damit ist er drittbester Schweizer Torschütze hinter Marc Baumgartner (1093) und Andy Schmid (1094).

## Erfolge
- 4× Schweizer Meister mit Kadetten Schaffhausen (2010, 2015, 2016, 2017)
- 3× Schweizer Meister mit Pfadi (2002, 2003, 2004)
- 3× Cupsieger (2003 mit Pfadi, 2008, 2016 mit Kadetten)
- 5× Supercupsieger mit Kadetten
- 1× Supercupsieger mit Pfadi
- Torschützenkönig der Junioren-WM 2001
- Torschützenkönig des Europacups der Cupsieger 2008/09

## Statistik
| Saison              | Liga | Verein                   | Tore | Spiele | Ø   |
| ------------------- | ---- | ------------------------ | ---- | ------ | --- |
| 2000/01             | NLA  | Pfadi Winterthur         | 64   | 35     | 1,8 |
| 2001/02             | NLA  | Pfadi Winterthur         | 145  | 35     | 4,1 |
| 2002/03             | NLA  | Pfadi Winterthur         | 154  | 33     | 4,7 |
| 2003/04             | NLA  | Pfadi Winterthur         | 184  | 32     | 5,8 |
| 2004/05             | NLA  | Pfadi Winterthur         | 227  | 33     | 6,9 |
| 2005/06             | HBL  | Wilhelmshavener HV       | 115  | 34     | 3,4 |
| 2006/07             | HBL  | Wilhelmshavener HV       | 161  | 33     | 4,9 |
| 2007/08             | NLA  | Kadetten Schaffhausen    | 168  | 27     | 6,2 |
| 2008/09             | NLA  | Kadetten Schaffhausen    | 283  | 32     | 8,8 |
| 2009/10             | NLA  | Kadetten Schaffhausen    | 190  | 32     | 5,9 |
| 2010/11             | HBL  | TBV Lemgo                | 113  | 33     | 3,4 |
| 2011/12             | HBL  | TBV Lemgo                | 97   | 33     | 3,0 |
| 2012/13             | HBL  | HBW Balingen-Weilstetten | 90   | 34     | 2,6 |
| 2013/14             | HBL  | HBW Balingen-Weilstetten | 136  | 30     | 4,5 |
| 2000–2005 2007–2010 | NLA  | Gesamt                   | 1415 | 259    | 5,5 |
| 2005–2007 2010–2014 | HBL  | Gesamt                   | 712  | 197    | 3,6 |